# Šumeđe
Šumeđe – wieś w Chorwacji, w żupanii virowiticko-podrawskiej, w mieście Orahovica. W 2011 roku liczyła 33 mieszkańców.